# Igor Chumak
Igor Vladimirovich Chumak (em russo:  Игорь Владимирович Чумак; Vladivostok, 1 de abril de 1964) é um ex-handebolista russo, bicampeão olímpico.